# Roschon Johnson
Roschon Johnson (Port Arthur, 31 gennaio 2001) è un giocatore di football americano statunitense che milita nel ruolo di running back per i Chicago Bears della National Football League (NFL).

## Carriera

### Chicago Bears
Al college Pickers giocò a football a Texas. Fu scelto nel corso del quarto giro (115º assoluto) del Draft NFL 2023 dai Chicago Bears. Debuttò come professionista subentrando nella gara del primo turno contro i Green Bay Packers correndo 20 yard e segnando un touchdown. La sua prima stagione si chiuse con 352 yard corse e due marcature in 15 presenze, nessuna delle quali come titolare.